# Curahmalang
Curahmalang is een bestuurslaag in het regentschap Jember van de provincie Oost-Java, Indonesië. Curahmalang telt 4906 inwoners (volkstelling 2010).